# Comté de Delaware (New York)
Pour les articles homonymes, voir Comté de Delaware.
Le comté de Delaware (en anglais : Delaware County) est l'un des 62 comtés de l'État de New York, aux États-Unis. Le siège de comté est Delhi.

## Toponymie
Le comté doit son nom au fleuve Delaware, lui-même nommé d'après Thomas West (3e baron De La Warr).

## Population
La population du comté s'élevait à 44 308 habitants selon le recensement de 2020.
| Groupe                           | Comté de Delaware | New York | États-Unis |
| -------------------------------- | ----------------- | -------- | ---------- |
| Blancs                           | 95,2              | 66,8     | 72,4       |
| Afro-Américains                  | 1,6               | 15,9     | 12,6       |
| Métis                            | 1,3               | 3,0      | 2,9        |
| Autres                           | 0,9               | 7,5      | 6,4        |
| Asiatiques                       | 0,8               | 7,3      | 4,8        |
| Amérindiens                      | 0,3               | 0,6      | 0,9        |
| Total                            | 100               | 100      | 100        |
|                                  |                   |          |            |
| Hispaniques et Latino-Américains | 3,3               | 17,6     | 16,7       |